# BAD LUCK ON LOVE 〜BLUES ON LIFE〜
「BAD LUCK ON LOVE 〜BLUES ON LIFE〜」（バッド・ラック・オン・ラブ ブルース・オン・ライフ）は、トーコ（現・tohko）の1枚目のシングル。1998年1月14日にポニーキャニオンから発売された。

## 背景
小室哲哉と日向大介の共同プロデュースによるデビュー・シングル。表題曲はperfecTV! ″STAR digio″ CFソングとして使用された。作詞はglobeのマーク・パンサーが担当している。
小室がプロデュースを手掛けているglobeやTRF、華原朋美らの楽曲を好んで聴いていたtohkoは小室に会いたいと思い、大学1年の時に知り合いの伝を頼って実際に会うことが実現する。都内のスタジオで合う予定になっていたが、tohkoは前日からどんな服を着ていけばいいのかも分からず、緊張のし過ぎで体調を崩してしまい、小室と会った翌日から生まれて初めて1週間入院することになったという。その後デモテープを送って、週に6日ボイストレーニングに励む日々が1年半ほど続いた。デビューをあきらめかけ、アルバイトを探そうと思い始めた頃、大学の授業中にマネージャーから突然電話がかかって来て「パスポート持ってる？」と聞かれ、3日後にはレコーディングのためにロサンゼルスに行っていたと回顧している。

## 収録曲
| 全作詞: MARC、全作曲・編曲: 日向大介。 |                                                                 |       |            |      |
| #                                      | タイトル                                                        | 作詞  | 作曲・編曲 | 時間 |
| 1.                                     | 「BAD LUCK ON LOVE 〜BLUES ON LIFE〜 (Endless Power Mix)」      | MARC  | 日向大介   | 3:31 |
| 2.                                     | 「BAD LUCK ON LOVE 〜BLUES ON LIFE〜 (Subterranean Mix)」       | MARC  | 日向大介   | 3:39 |
| 3.                                     | 「BAD LUCK ON LOVE 〜BLUES ON LIFE〜 (Rocking Instrument Mix)」 | MARC  | 日向大介   | 3:29 |
| 合計時間:                              | 合計時間:                                                       | 10:39 |            |      |

### クレジット
- Produced : 小室哲哉, 日向大介
- Mixed : 日向大介
- Remixed (#2) : SPACE JUNKIES

## 収録アルバム
- オリジナル『籐子』（1998年）
- オムニバス『COOL TRACKS』（1999年）
- ベスト『tohko BEST ALBUM 10+5』（2001年）
- オムニバス『音盤社史1～ポニーキャニオン40周年・わたしのパパと同い歳～フォーク・ロック・ポップス編』（2006年）
- オムニバス『Beautiful Woman』（2006年）
- ベスト『tohko BEST ALBUM 10+5 10th Anniversary edition』（2008年）